# Nancy Miranda
Nancy Louzan Miranda (?, 17 de dezembro de 1927 - São Paulo, 2002) foi uma cantora lírica brasileira. 
Iniciou sua carreira no rádio, aos 12 anos, quando sua de contralto, forte e grave, se manifestou. Fazia parte do corpo permanente de cantores da TV Tupi e foi tão importante para a música lírica que acabou por criar a Fundação Nancy Miranda (FUNAMI), numa extensão de sua escola de cantores, que existia em São Paulo, e chegava aos Estados Unidos, para onde ia sempre dar aulas para cantores de cinema. Sua fama era internacional.
Cantando a trilha sonora, Nancy participou da primeira radionovela no Brasil, sob a direção de Oduvaldo Vianna. Mais tarde, ao lado de Hebe Camargo e Lolita Rodrigues, apresentou-se nos shows de inauguração da TV Tupi em várias capitais do País, nos anos 50. Além dos vários musicais que estrelou - Madame Butterfly foi um deles -, Nancy fez parte dos programas Antártica no Mundo dos Sons, Grandes Momentos Líricos e Música e Fantasia, na mesma emissora.

## Discografia
- "Prelúdio para um Sol maior" - Memórias Musicais de Nancy Miranda. (1998)
- "Viva a Criança" - Brincando e Aprendendo a Cantar (1998)